# Věžná (Žďár nad Sázavou-i járás)
Věžná település Csehországban, a Žďár nad Sázavou-i járásban. Věžná Nedvědice, Rožná, Sejřek, Věchnov, Milasín, Bukov, Býšovec és Střítež településekkel határos. Lakosainak száma 231 fő (2024. január 1.).

## Népesség
A település lakosságának változását az alábbi diagram mutatja:
| Lakosok száma | 528  | 491  | 453  | 369  | 292  | 206  | 229  | 222  | 243  | 231  |
|               | 1869 | 1890 | 1921 | 1950 | 1980 | 2001 | 2017 | 2019 | 2022 | 2024 |